# Dancing with Myself
Dancing with Myself è un brano musicale scritto dal cantante Billy Idol e dal bassista Tony James, inciso per la prima volta dal loro gruppo Generation X nel 1979. Il brano è stato ri-registrato e commercializzato dalla band con il nome Gen X nel 1980, quindi incluso nell'album Kiss Me Deadly (1981).
Nel tardo 1981, Billy Idol ne ha pubblicato una nuova versione da solista, inclusa nel suo EP Don't Stop.

## Tracce

### Versione dei Gen X
7" (UK)
1. Dancing with Myself
2. Ugly Rash

12"
1. Dancing with Myself
2. Loopy Dub
3. Ugly Dub

### Versione di Billy Idol
7" (UK)
1. Dancing with Myself (feat. Generation X)
2. Love Calling (Dub)

12" (UK)
1. Dancing with Myself (feat. Generation X)
2. Love Calling (Dub)
3. White Wedding
4. Hot in the City